# Little Four Automobile Manufacturing Company
Little Four Automobile Manufacturing Company war ein US-amerikanischer Hersteller von Automobilen.

## Unternehmensgeschichte
Fred L. Brown, Wyatt L. Brown und J. D. McLachlan gründeten Anfang 1904 das Unternehmen. Der Sitz war in Detroit in Michigan. Sie stellten auf der Detroit Automobile Show ein Fahrzeug aus. Der Markenname lautete Little Four. Im gleichen Jahr endete die Produktion. Insgesamt entstanden nur wenige Fahrzeuge.

## Fahrzeuge
Im Angebot standen Dampfwagen. Sie hatten einen Dampfmotor mit drei Zylindern, während viele Konkurrenten Zweizylindermotoren verwendeten. Der Motor war mit 6/8 PS angegeben. Der Aufbau war ein Runabout. Er bot Platz für zwei Personen.